# Schistobrachia tertia
Schistobrachia tertia är en kräftdjursart som beskrevs av Zbigniew Kabata 1970. Schistobrachia tertia ingår i släktet Schistobrachia och familjen Lernaeopodidae. Inga underarter finns listade i Catalogue of Life.